# 马蒂波
马蒂波是巴西米纳斯吉拉斯州的一个市镇。总面积277.098平方公里，总人口16430人，人口密度59.3人/平方公里。